# Karen Russell
Karen Russell (ur. 10 lipca 1981 w Miami) – amerykańska pisarka, nauczycielka akademicka, siostra pisarza Kenta Russella.
Ukończyła studia licencjackie Northwestern University (2003) i magisterskie na Uniwersytecie Columbia (2006). Za swoją powieść Swamplandia! otrzymała nagrody  – New York Public Library’s Young Lion Fiction Award i School Library Journal Adult Books for Young Adults, a także nominacje do nagród: Orange Prize, The Orion Book Award,  Andrew Carnegie Medal for Excellence in Fiction oraz Nagrody Pulitzera. Za opowiadanie The Hox River Window została uhonorowana nagrodą National Magazine Award. Jest również laureatką nagród: Bard Fiction Prize, Mary Ellen von der Heyden Berlin Prize,  Transatlantic Review/Henfield Foundation Award i MacArthur Fellowship.
Mieszka w Filadelfii.

## Dzieła

### Powieść
- Swamplandia! (2011; wydanie polskie Swamplandia! 2013)

### Zbiory opowiadań
- St. Lucy's Home for Girls Raised by Wolves (2006)
- Vampires in the Lemon Grove: Stories (2013)

### Opowiadania
- Help Wanted (2005)
- Haunting Olivia (2005)
- Ava Wrestles the Alligator (2006)
- Accident Brief, Occurrence # 00/442 (2006)
- from Children's Reminiscences of the Westward Migration (2006)
- Lady Yeti and the Palace of Artificial Snows (2006)
- Out to Sea (2006)
- St. Lucy's Home for Girls Raised by Wolves (2006)
- The City of Shells (2006)
- The Star-Gazer's Log of Summer-Time Crime (2006)
- Z.Z.'s Sleep-Away Camp for Disordered Dreamers (2006)
- The Barn at the End of Our Term (2007)
- Vampires in the Lemon Grove (2007)
- The Seagull Army Descends on Strong Beach (2009)
- Dowsing for Shadows (2009)
- Dougbert Shackleton's Rules for Antarctic Tailgating (2010)
- The Hox River Window (2011)
- Sleep Donation (2014)
- The Bad Graft (2014)

### Nowele
- The Graveless Doll of Eric Mutis (2010)
- Reeling for the Empire (2012)
- The New Veterans (2013)

### Esej
- Quests (2012)

### Książka ilustrowana
- Sleep Donation (2014)